# Antonio Albacete

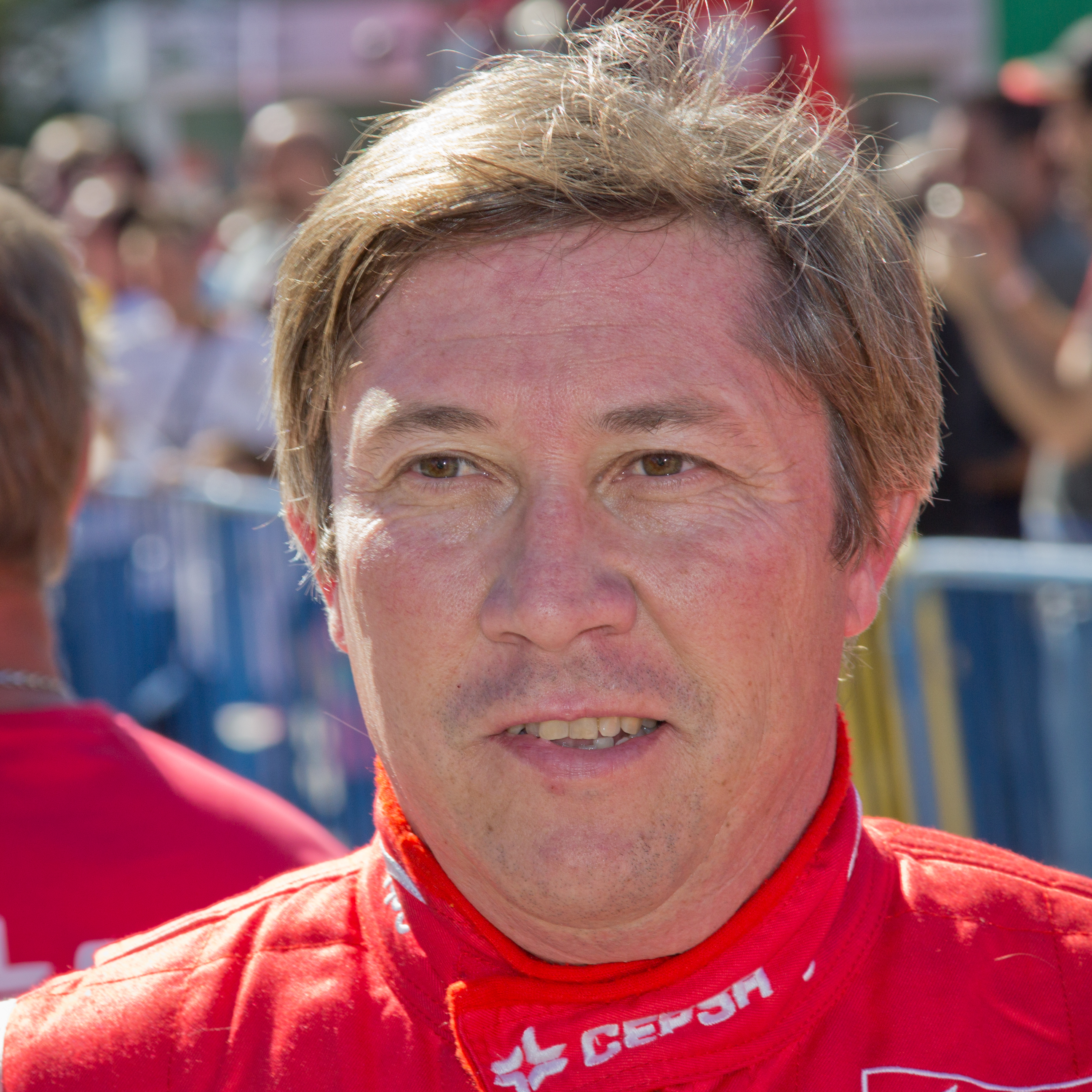
Antonio Albacete in Jarama 2013

Antonio Albacete (* 15. Januar 1965 in Madrid) ist ein spanischer Autorennfahrer.

## Karriere
Albacete begann seine Karriere mit dem Kartsport und wurde von 1979 bis 1981 dreimal in Folge spanischer Vizemeister. Bereits 1981 trat er auch beim Automobilrennsport an und errang 1982 den Meistertitel in der iberischen Formula Fiesta. Im darauffolgenden Jahr wurde er Fünfter in der Formel-Ford-Weltmeisterschaft und trat anschließend in der Formel Ford 2000 an. 1986 holte er den Titel in der spanischen Formel-Ford-Meisterschaft, 1989 fuhr er eine Saison in der Formel 3000 auf Lola für das GA Motorsports-Team. 1988 startete er in der Formel Opel Lotus, ein Jahr später in der britischen Formel 3000. 1990 gewann er die Klasse 2 der spanischen Tourenwagenmeisterschaft in einem Toyota Corolla. Im darauffolgenden Jahr gewann er den Titel erneut, zusätzlich wurde er auch Meister in der spanischen Formel Renault. 1992 gewann er mit einem Fiat Tipo erneut die Klasse 2 der spanischen Tourenwagenmeisterschaft, 1993 wurde er Vizemeister in der Klasse 1 mit einem BMW M3.
Von 1994 bis 1996 fuhr er für Opel, BMW und Alfa Romeo in der spanischen Tourenwagenmeisterschaft, 1996 war er Vizemeister in der Supercopa Citroën ZX. 1997 fuhr Antonio Albacete seine erste Saison in der Truck-Racing-Europameisterschaft. In der Saison 2005 holte Albacete dort seinen ersten Titel, er wurde Meister in der Race-Trucks Klasse. Nach dem Wegfall der zweiten Truck-Klasse holte er 2006 den ersten Titel der nun eingleisigen Truck-EM. 2010 konnte er diesen Erfolg wiederholen. Albacete holte alle Titel mit dem CEPSA-MAN-Team.
Die Saison 2020 schloss Albacete, obwohl er ohne Podest blieb, als Gesamtsechster ab.
2024 wurde der mittlerweile 59-jährige Gesamtvierter.

## Titel
- Saison 1982: Meister in der iberischen Formula Fiesta
- Saison 1986: Meister in der spanischen Formel Ford
- Saison 1990: Meister in der spanischen Tourenwagenmeisterschaft, Klasse 2
- Saison 1991: Meister in der spanischen Tourenwagenmeisterschaft, Klasse 2
- Saison 1991: Meister in der spanischen Formel Renault
- Saison 1992: Meister in der spanischen Tourenwagenmeisterschaft, Klasse 2
- Saison 2005: Meister der Race-Truck Klasse in der FIA Truck Racing European Cups
- Saison 2006: Meister der FIA Truck Racing European Championship
- Saison 2010: Meister der FIA Truck Racing European Championship
- Saison 2011: Vize-Meister der FIA Truck Racing European Championship
- Saison 2012: Vize-Meister der FIA Truck Racing European Championship
- Saison 2013: Vize-Meister der FIA Truck Racing European Championship